# Okeene
Okeene é uma cidade  localizada no estado norte-americano de Oklahoma, no Condado de Blaine.

## Demografia
Segundo o censo norte-americano de 2000, a sua população era de 1240 habitantes.
Em 2006, foi estimada uma população de 1183, um decréscimo de 57 (-4.6%).

## Geografia
De acordo com o United States Census Bureau tem uma área de
5,9 km², dos quais 5,9 km² cobertos por terra e 0,0 km² cobertos por água. Okeene localiza-se a aproximadamente 370 m acima do nível do mar.

## Localidades na vizinhança
O diagrama seguinte representa as localidades num raio de 24 km ao redor de Okeene.